# Ruda (rejon kamionecki)
Ruda (ukr. Руда, pol. hist. Zagumienki) – wieś na Ukrainie w rejonie lwowskim (wcześniej w rejonie kamioneckim) obwodu lwowskiego.